# Pyromania (Cascada)
Pyromania è un singolo del gruppo dance tedesco Cascada, pubblicato nel 2010 ed estratto dall'album Original Me.

## Tracce
- CD Singolo (Germania)

1. Pyromania (Radio Edit)  – 3:31
2. Pyromania (Spencer & Hill Airplay Mix)  – 5:40